# La Coudre (Neuchâtel)
La Coudre (toponimo francese) è un quartiere del comune svizzero di Neuchâtel (Canton Neuchâtel).

## Geografia fisica
La Coudre sorge sulla sponda nordoccidentale del lago di Neuchâtel, a nord-est del centro cittadino.

## Storia

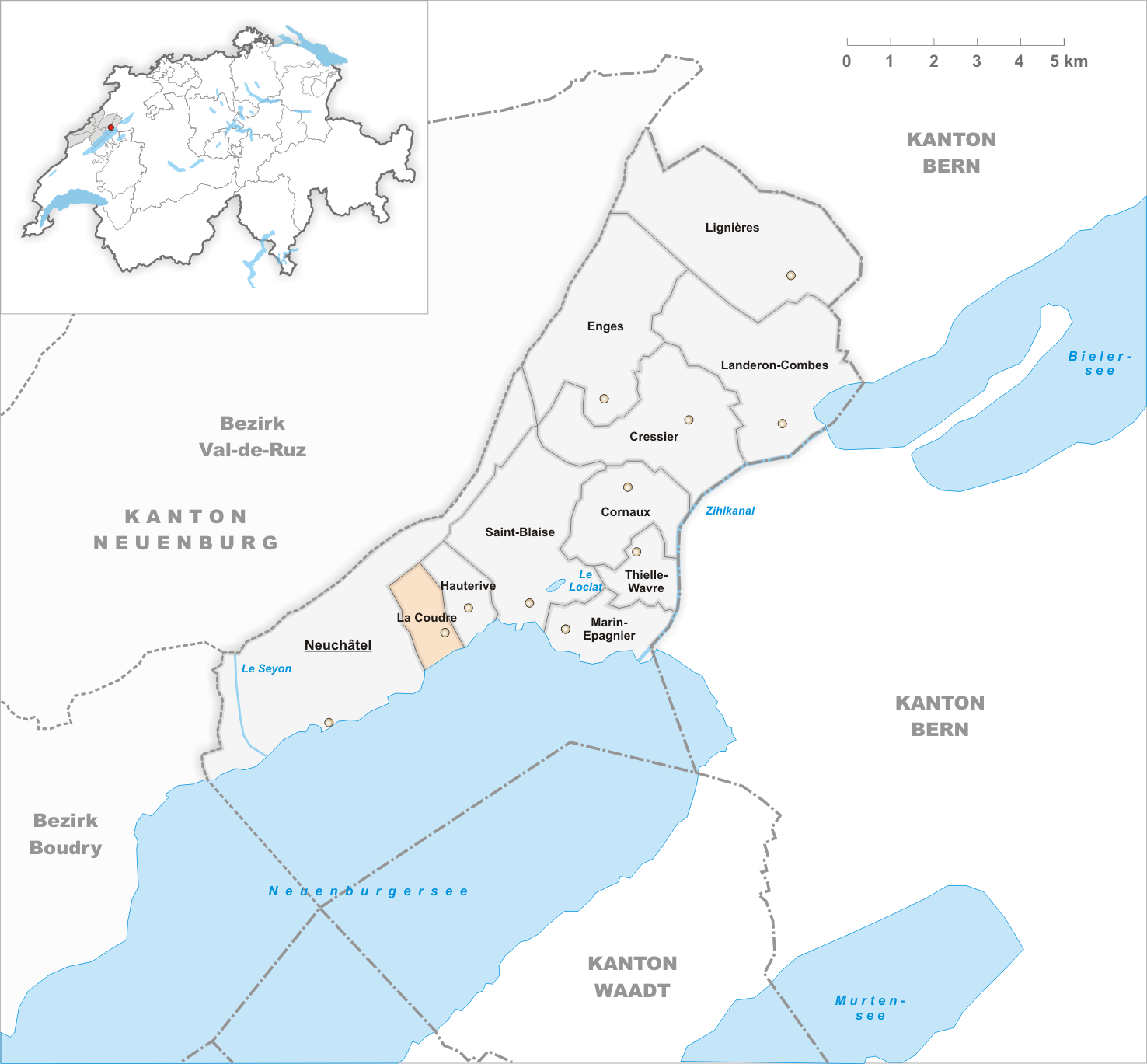
Il territorio del comune di La Coudre prima degli accorpamenti comunali del 1930

Già comune autonomo che comprendeva anche le frazioni di La Favarge e Monruz e che si estendeva per 2.04 km², in seguito alla delibera del febbraio 1929 il 1º gennaio 1930 è stato aggregato a quello di Neuchâtel.

## Monumenti e luoghi d'interesse
- Abbazia di Fontaine-André, fondata prima del 1143 e ricostruita nel 1450[1][2].

## Società

### Evoluzione demografica
L'evoluzione demografica è riportata nella seguente tabella:
Abitanti censiti

## Infrastrutture e trasporti
La Coudre è servito dalla rete filoviaria di Neuchâtel.